# Cheval de sport allemand
Le Cheval de sport allemand (allemand : Deutsches Sportpferd) est un stud-book de chevaux de sport, créé en 2003 par des organismes gestionnaires de stud-books de chevaux de sport à faibles effectifs en Allemagne. Il intègre à sa création le Brandebourgeois, le Mecklembourgeois, le Saxe-Anhalt et le Selle de Thuringe. Il intègre en 2014 trois autres stud-books, ceux du Bavarois, du Württemberger et du Zweibrücker.

## Histoire
À l'origine de la création du Deutsches Sportpferd se trouve celle de l'Edles Warmblut, une tentative de développement d'une race de chevaux de sport légers en Allemagne de l'Est dans les années 1960, dans une zone géographique couvrant le Mecklembourg-Poméranie-Occidentale, le Brandebourg, la Saxe-Anhalt et la Saxe. La tentative de création de race s'appuyait sur des populations de chevaux déjà existantes, qui devaient être regroupées et élevées ensemble en tant que chevaux de sport de l'ex-RDA. Il s'agit des races Mecklembourg et Brandebourgeois, avec introduction de croisements avec le Hanovrien, le Trakehner et le Pur-sang
. Ce rapprochement a été décidé en concertation avec la National Advisory Committee on Animal Genetic Resources en raison de la proximité génétique entre les groupes de races et de stud-books qui composent le Cheval de sport allemand, elles-mêmes incluses dans le groupe des chevaux de selle allemands.
L'objectif d'origine est de faciliter la commercialisation de ces chevaux. 
En 2014, trois autres stud-books sont inclus parmi le Cheval de sport allemand, ceux du Bavarois, du Württemberger et du Zweibrücker.

## Description

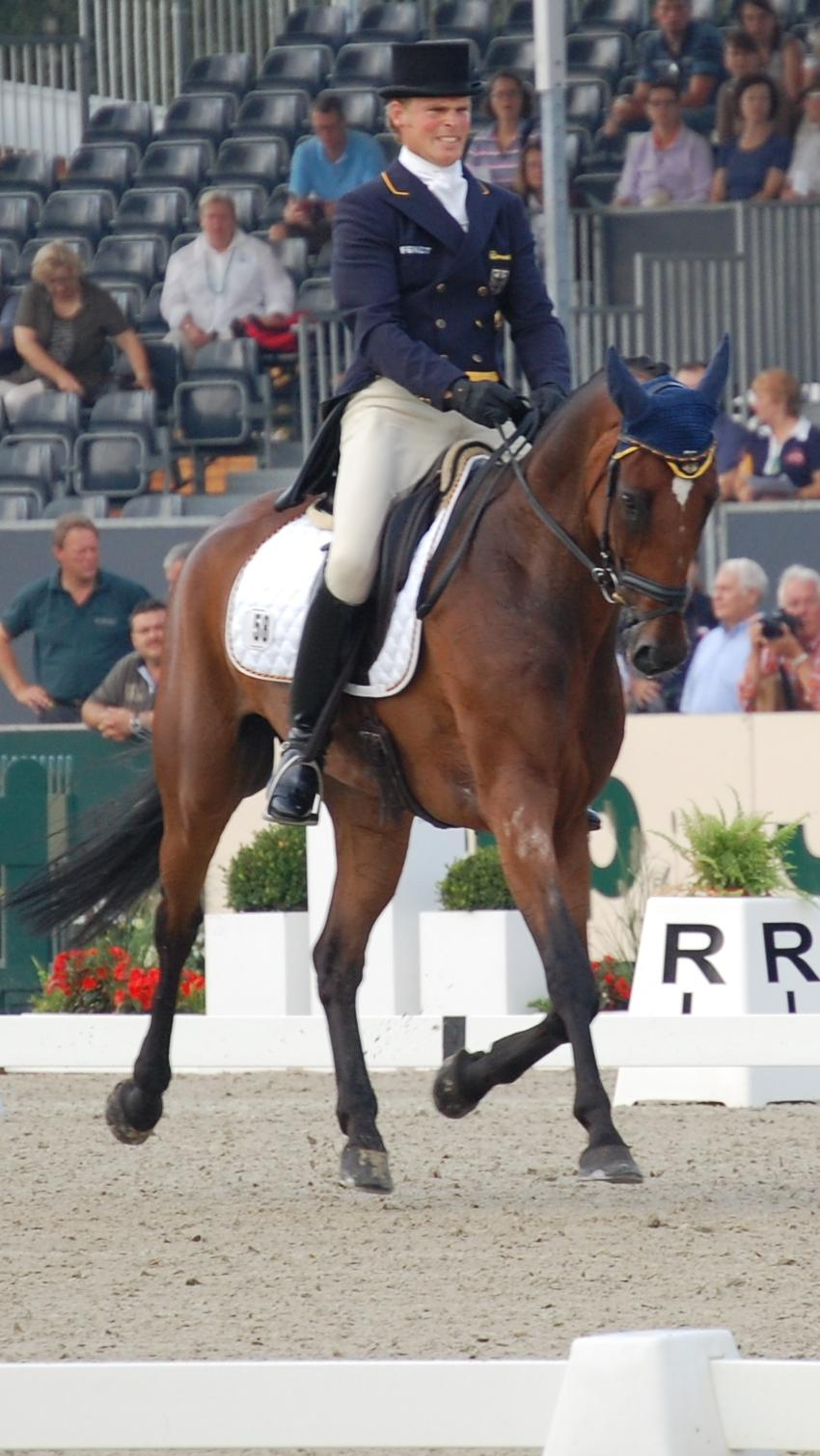
Frank Ostholt et Little Pain en compétition de dressage

La fourchette de taille citée par l'ancien stud-book de l′Edles Warmblut va de 1,57 m à 1,62 m.
Le marquage au fer rouge représente une flèche entrelacée d'un serpent. 
Le Cheval de sport allemand est reconnu comme race autonome par les législations zootechniques allemandes. Les anciennes associations d'élevage respectives ont fusionné, ou sont en cours de fusion.

## Utilisations
C'est un cheval de sport.

## Diffusion de l'élevage

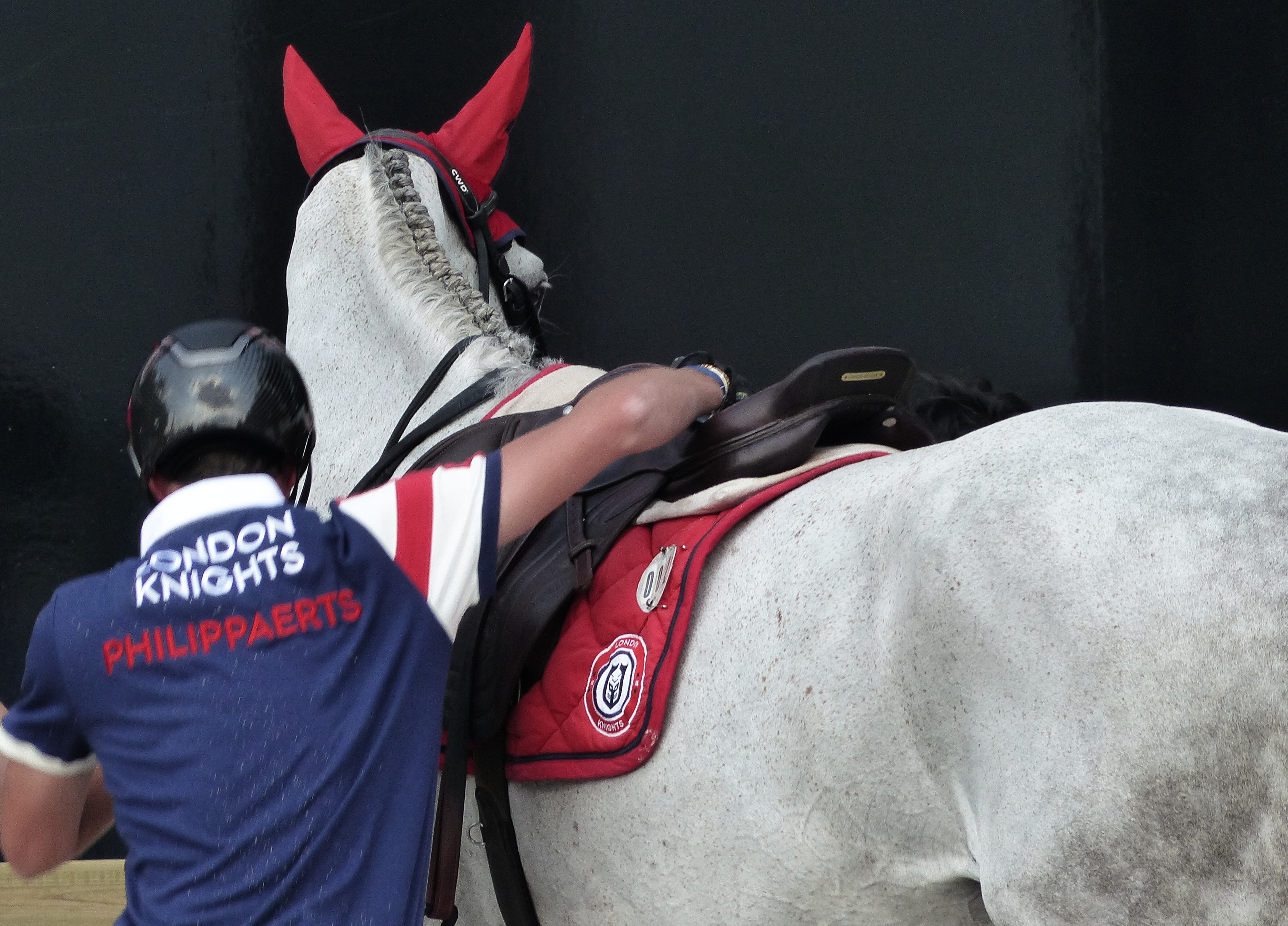
H&M Legend of Love, cheval de sport allemand, et son cavalier Olivier Philippaerts au Paris Eiffel Jumping 2018.

La base de données DAD-IS le classe comme race native d'Allemagne. 
L'étude menée par l'université d'Uppsala, publiée en août 2010 pour la FAO, signale le German Sport Horse comme une race locale européenne qui n'est pas menacée d'extinction. 
En 2006, l'effectif enregistré est de 5 525 têtes, dont 5 301 juments dans le stud-book. DAD-IS n'indique aucun niveau de menace.